# Salvatore Lima
Salvatore Lima (ur. 23 stycznia 1928 w Palermo, zm. 12 marca 1992 tamże) – włoski polityk z Sycylii. Został zamordowany przez mafię.
Ojciec Limy był gangsterem, ale on sam „nie miał zapewnionej przyszłości” jako członek Cosa Nostry. W końcowym raporcie włoskiej Komisji Antymafijnej (1963–1976) Lima był opisywany jako jeden z filarów rosnącej w siłę mafii w Palermo.